# Lilika
Pour plus de détails, voir Fiche technique et Distribution.
Lilika est un film yougoslave réalisé par Branko Plesa, sorti en 1970.

## Fiche technique
- Titre français : Lilika
- Réalisation : Branko Plesa
- Scénario : Branko Plesa et Dragoslav Mihailović
- Pays d'origine : Yougoslavie
- Genre : drame
- Date de sortie : 1970

## Distribution
- Dragana Kalaba : Milica Sandic - Lilika
- Branko Plesa : Conseiller
- Ljerka Drazenovic : la tante
- Tamara Miletic : la mère
- Danilo Stojković : Poocim, le père